# كارلوس فيرنا
كارلوس فيرنا هو مهندس وسياسي أرجنتيني، ولد في 8 مايو 1946 في América, Argentina ‏ في الأرجنتين. نشط حزبياً في الحزب العدلي. وقد انتخب عضو مجلس الشيوخ الأرجنتيني ‏ عن دائرة لا بامبا (10 ديسمبر 2001 – 9 ديسمبر 2003) وانتخب عضو مجلس الشيوخ الأرجنتيني ‏ عن دائرة لا بامبا (21 أبريل 1993 – 9 ديسمبر 2001).